# Puxada do mastro
A cortada ou derrubada do mastro é um dos momentos da festa popular conhecida como "Puxada do mastro", festividade em que se homenageia o santo padroeiro de uma cidade em seu dia. A "puxada" ou "fincada" do mastro é uma tradição presente no território capixaba que remonta às festas religiosas do Brasil colônia e que no século XIX começaram a ser registradas por padres e oficiais da Igreja Católica - como o caso do Padre Antunes de Siqueira - e, posteriormente, por folcloristas - como Pereira da Costa e Melo Morais Filho. 
Segundo o professor e folclorista Guilherme Santos Neves, assim se dá a "cortada" do mastro:
"Dias antes da festa do santo, procede-se à cortada do mastro, a ela comparecendo os festeiros e grande massa de povo, sacudidos todos pela cadenciada vibração dos congos. O mastro, espichado ao comprido no chão, é arrastado por fortes correntes, presas a várias juntas de bois, todo enfeitado, canga e chifres, com guirlandas de flores e folhagens. Nada data adequada - véspera ou dia do santo padroeiro da localidade - concorre a promíscua massa dos fiéis e devotos, para conduzir o mastro aos ombros, ou arrastá-lo pelo chão com cordas, ou puxá-lo num barco ou barca ou navio, improvisado sobre rodas. (...) essa embarcação, que é o povo quem puxa, por meio de um ou duas cordas compridas, se instala sobre um carro de bois, ou carroça, ou carreta, em geral de duas rodas. Deitado ao longo da barca se depõe o mastro, em cuja extremidade mais estreita se prepara uma parte roliça, de um metro e meio de comprimento, onde será encaixada, no ato de fincar o mastro, a bandeira do santo".
A preparação do mastro, da bandeira ou do barco é de responsabilidade dos festeiros que, eleitos ou espontaneamente apresentados, disputam para prepará-los e oferecê-los na festa do ano seguinte. O professor Neves enfatiza que a preparação dos elementos da festa constitui "honraria das mais altas e disputadas". A preparação do mastro, em si, consiste em limpar, pintar e envernizar o mastro cortado com diversas cores, desenhos e símbolos que fazem referência à vida religiosa do povo capixaba. Na ponta superior do mastro (a "grimpa") é colocada a bandeira ou efígie do santo, pintada também de inúmeras cores, emoldurada com uma armação (ou "guarda") de madeira. 
O final da festa é marcado pela "cravação" do mastro: fincado o mastro em frente à igreja do santo padroeiro, dá se vivas, soltam-se foguetórios, tocam os sinos e cantam toadas de congo.